# Église Saint-Maurice de Fegersheim
L'église Saint-Maurice est un monument historique situé à Fegersheim, dans le département français du Bas-Rhin.

## Localisation
Ce bâtiment est situé place de l'Église à Fegersheim à la périphérie de Strasbourg en Alsace. 

## Historique
L'édifice fait l'objet d'une inscription au titre des monuments historiques depuis 1994,.

## Architecture

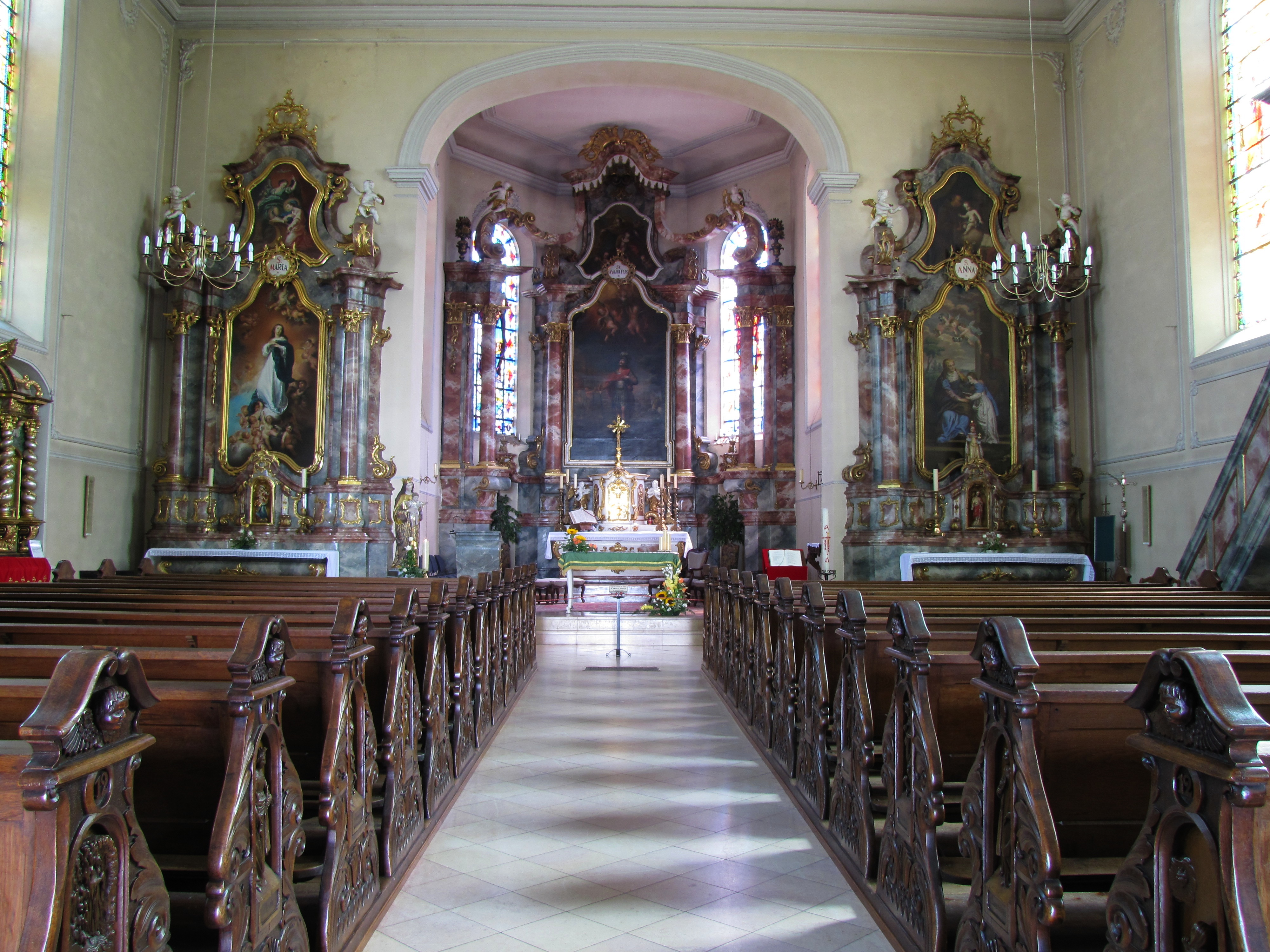
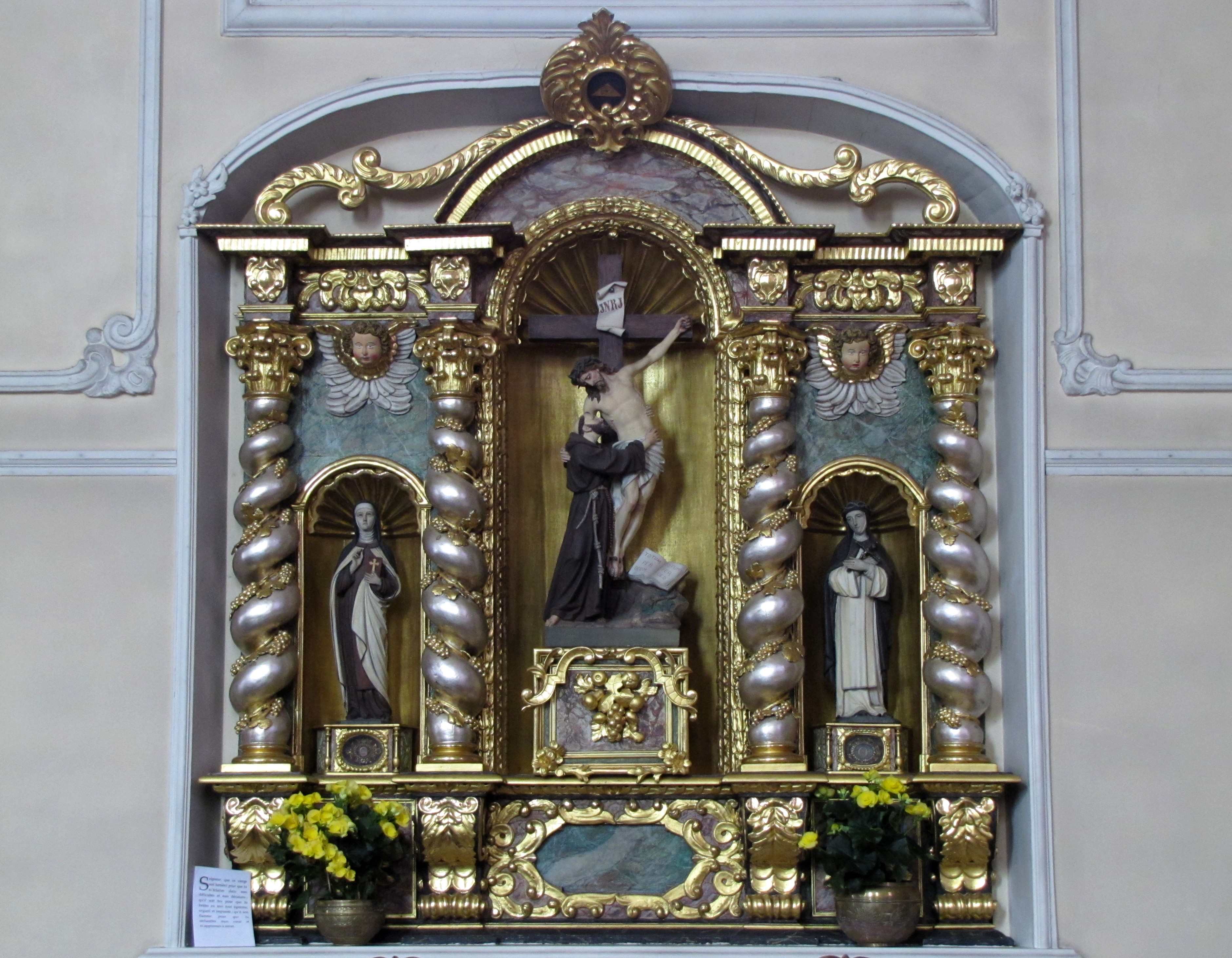
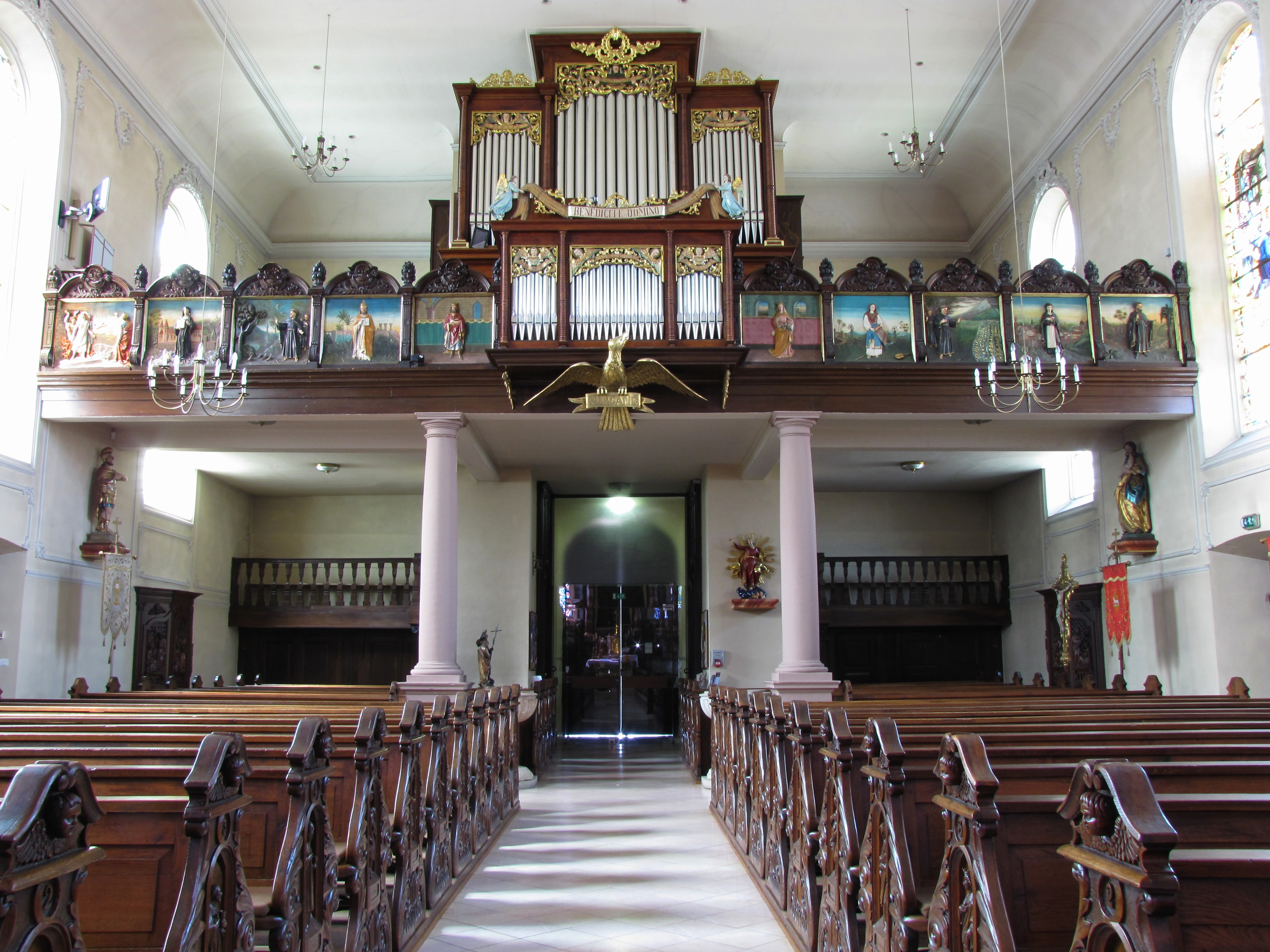
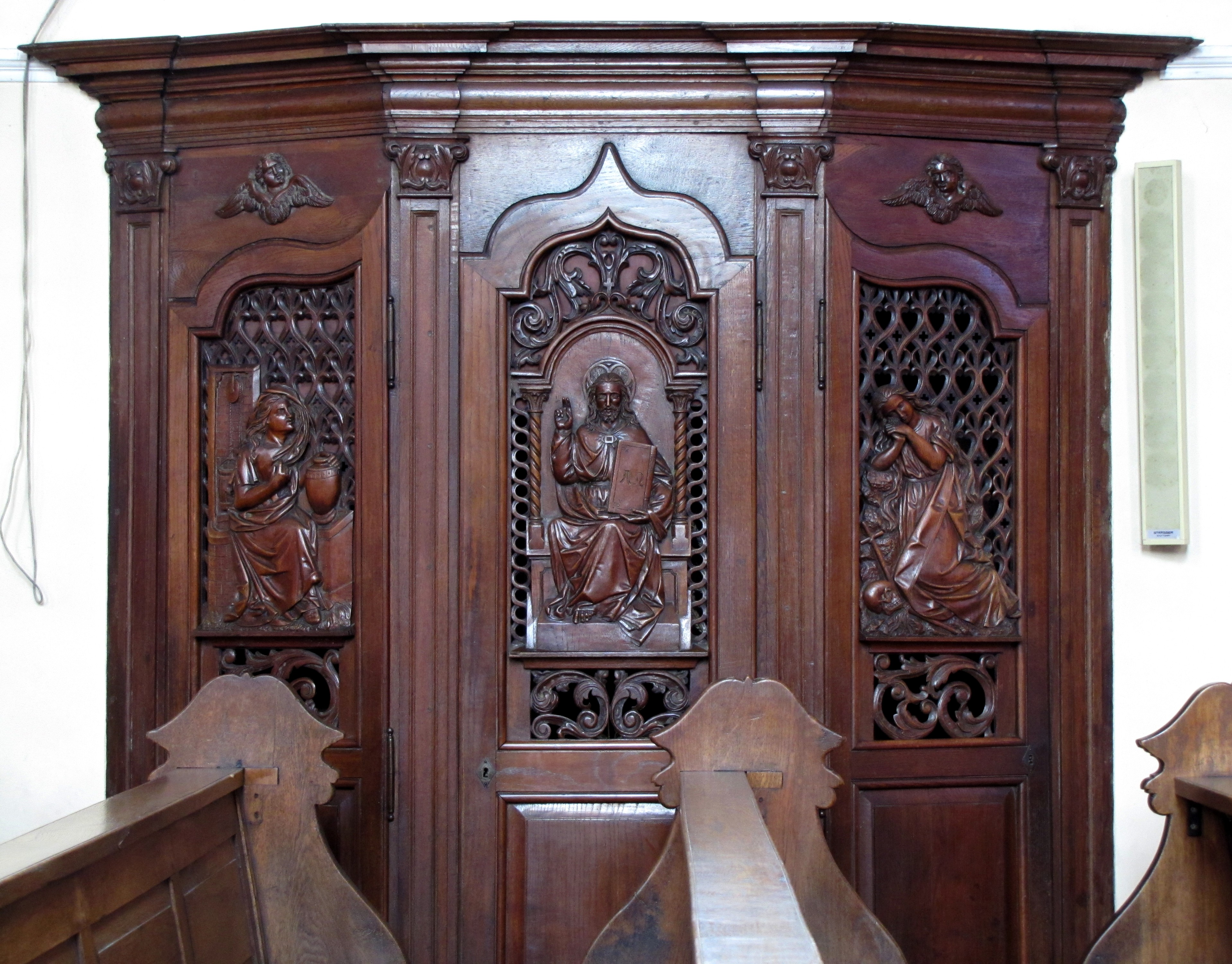
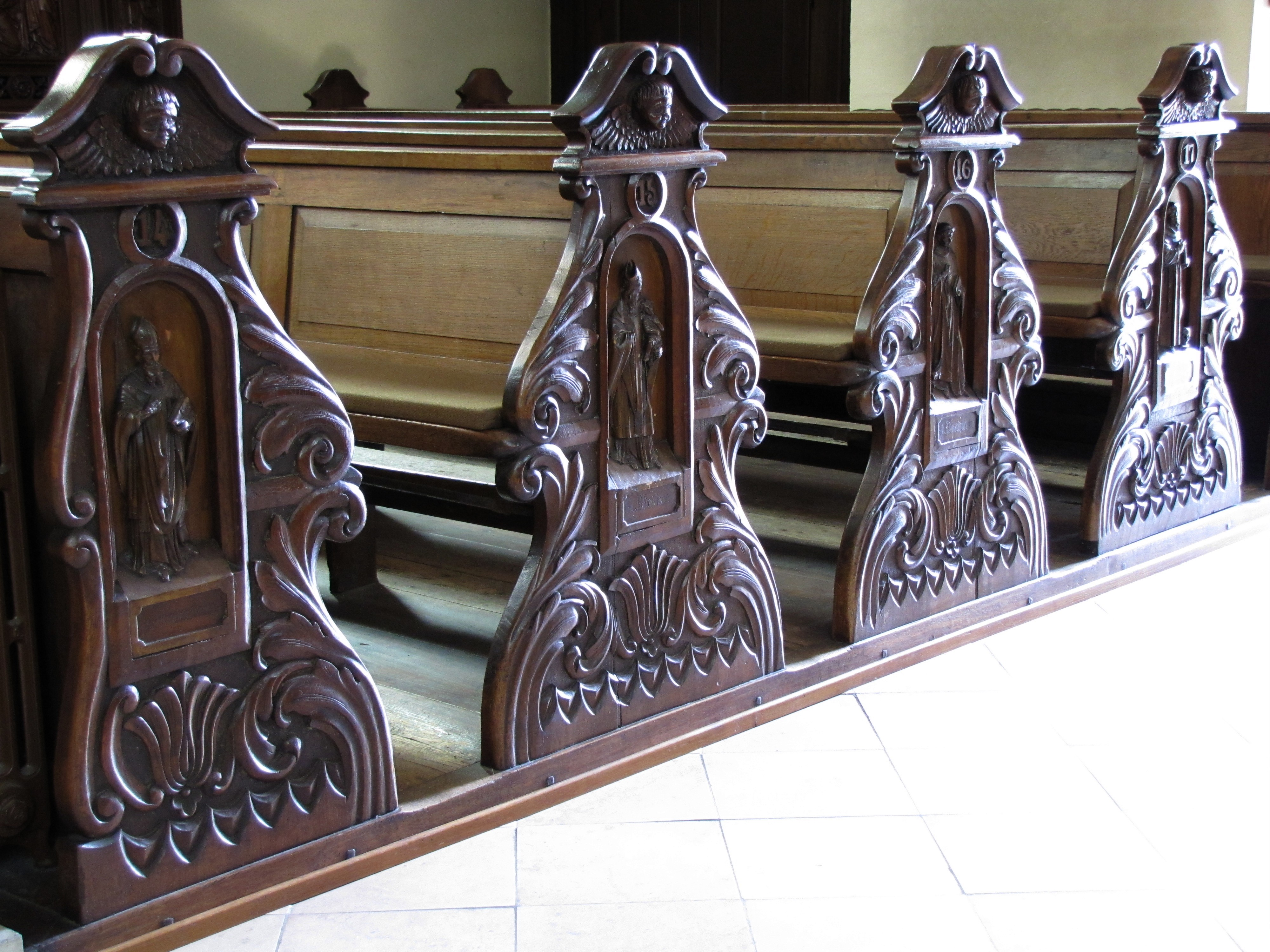

Cette église, érigée en 1763 dans un style baroque, bénéficie du statut de monument historique. Sa façade, symétrique, présente un clocher central. Au-dessus du portail, une niche abrite une statue en grès de saint Maurice en officier romain, également de style baroque.
À l'intérieur, on peut contempler un magnifique groupe statuaire en bois polychrome datant du XVIe siècle, représentant Le Christ et saint Jean. Bien que s'inscrivant dans un thème iconographique apparu au début du XVe siècle, ce groupe statuaire adopte une composition plus tardive. Il présente la posture de Saint Jean endormi aux pieds d'un Christ en majesté, symbolisant de manière allégorique l'âme reposant entre les mains divines.
Le retable de la Sainte Croix, datant de la fin du XVIIe siècle, probablement d'origine suisse, jouit également du statut de monument historique. Dans sa niche centrale, il met en scène saint François d'Assise soutenant le Christ.

Le maître-autel, un ouvrage en bois doré de style rococo tardif datant de 1780, est également classé, tout comme l'orgue de tribune de style empire, réalisé par le facteur Georges Wegman de Strasbourg en 1856. Le buffet de sculptures baroques évoque le Cantique des trois enfants.